# Пухівочка дерниста
Пухівочка дерниста (Trichophorum cespitosum) — вид багаторічних трав'янистих рослин родини осокові (Cyperaceae).

## Опис
Кореневища відсутні. Стебла прямостоячі, рифлені, циліндричні, 5–45 см, дуже тонкі, гладкі. Листя: базальні піхви коричневого кольору; пластини 1.5–8 × 0.3–0.4 мм, набагато коротші, ніж стебла під час цвітіння і плодоношення. Суцвіття: колоски 3–9-квіткові, 3.3–7 × 1.2–3 мм. Луски колосків від червонувато-коричневого до темно-коричневого кольору. Квіти: щетинок оцвітини 6, коричневі, круглі в перетині, рівні або більші ніж сім'янки, від гладких на шорстких; пильовики 1,5–2,6 мм. Сім'янки стислі, трикутні, 1.4–1.7 × 0.6–0.9 мм.
Розрізняють два підвиди: Trichophorum cespitosum subsp. cespitosum (північноамериканський) і Trichophorum cespitosum subsp. germanicum (європейський). Цитологічні відмінності не були виявлені між європейськими та північноамериканськими популяціями; всі рослини мають 2n = 104 або n = 52. Підвиди різнять за числом квітів на колоску й дистальній морфології листових піхв. Але в Північній Америці, принаймні, ці характеристики різняться й поміж популяцій, не маючи географічної цілісності.

## Поширення

### Загальне
Вид населяє західну й північну Європу, гори центральної Азії й північну Азію, Гренландію, Канаду й США. Населяє болота, вологі торфовища і пустища, відкриті, вологі, скелясті або торф'янисті луки, береги водойм.

### В Україні
Вид входить до регіонального червоного списку Закарпатської області. 

## Галерея

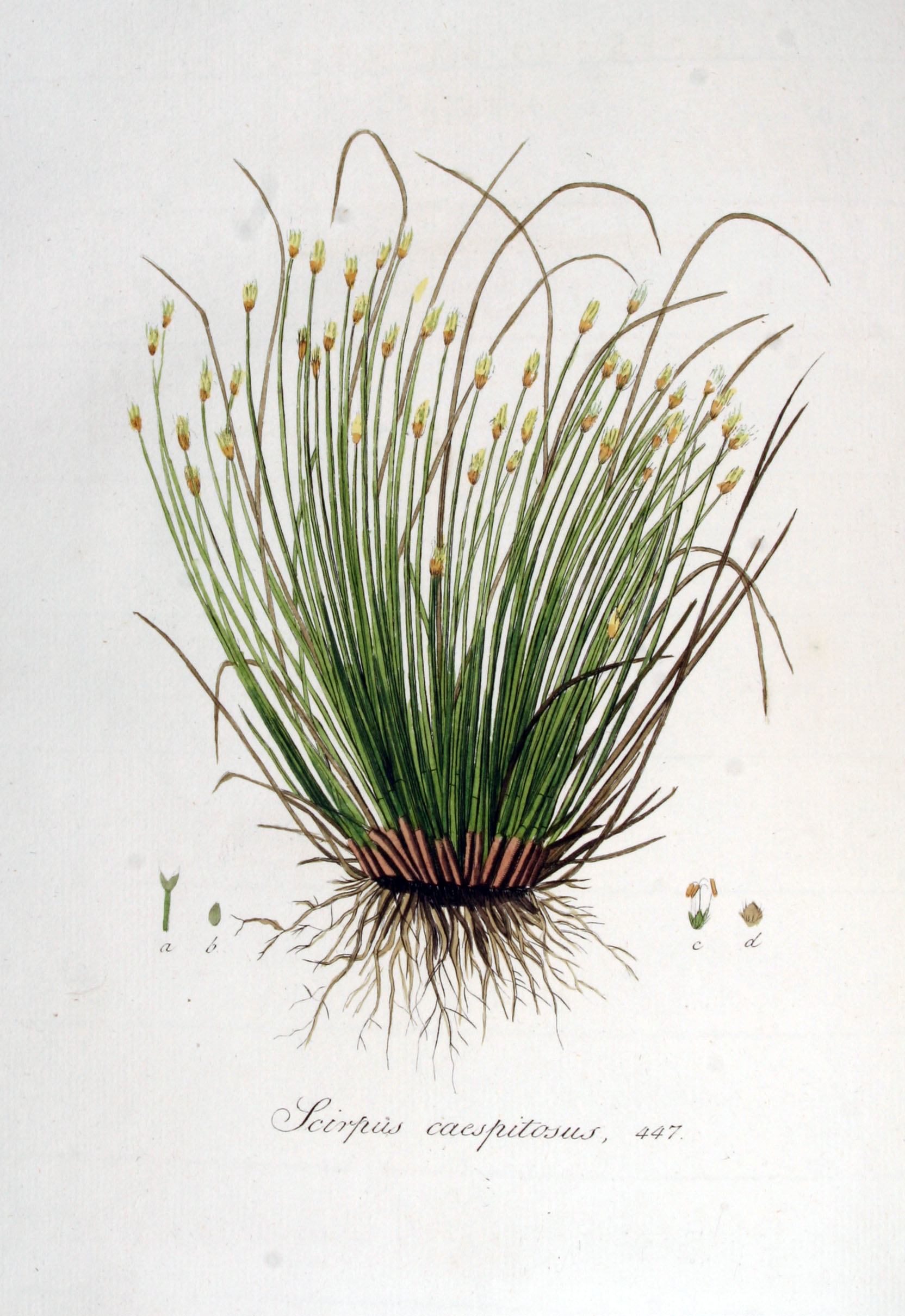
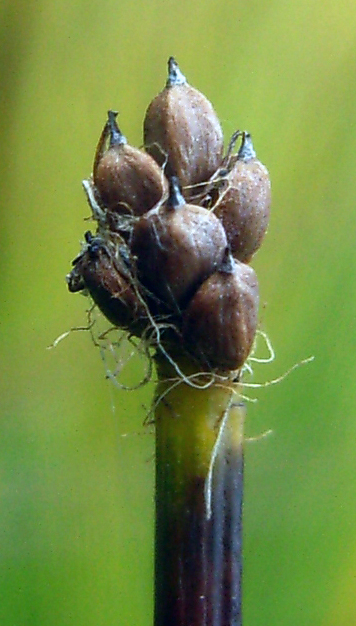